# Diselma archeri
Genre
Espèce
Classification phylogénétique
Statut de conservation UICN

 LC  : Préoccupation mineure
Diselma archeri est une espèce de conifères de la famille des Cupressaceae. C'est la seule espèce du genre Diselma. On le trouve en Tasmanie (Australie), sur les montagnes de la côte ouest et au niveau du lac Saint Clair à une altitude comprise entre 900 et 1200 mètres.
C'est un arbuste de 1 à 6 mètres de haut. Les feuilles sont des écailles de 2 à 3 millimètres de long disposées en quatre rangs. Les cônes sont parmi les plus petits chez les conifères, mesurant 2 à 3 millimètres de diamètre et atteignent leur maturité 7 à 8 mois après leur fécondation. Ils sont formés de quatre écailles, chaque écaille portant une petite bractée. La paire supérieure d'écailles possède deux petites graines ailées.
Il est proche parent des Widdringtonia, dont les quatre seules espèces sont endémiques d'Afrique.

### Diselma
- (en) NCBI : Diselma (taxons inclus)
- (en) GRIN : genre Diselma  Hook. f. (+liste d'espèces contenant des synonymes)

### Diselma archeri
- (en) Catalogue of Life : Diselma archeri Hook. f. (consulté le 16 décembre 2020)
- (en) NCBI : Diselma archeri (taxons inclus)
- (en) UICN : espèce Diselma archeri Hook.f., 1857 (consulté le 19 mai 2015)
- (en) GRIN : espèce Diselma archeri  Hook. f.